# 1929. július 15-i konzisztórium
Az 1929. július 15-i konzisztóriumot XI. Piusz pápa hívta össze. Összesen 1 új bíborost kreált.
| Nº                     | Ország                 | Név                                         | Életkor                | Hivatal                        |
| Pápaválasztó bíborosok | Pápaválasztó bíborosok | Pápaválasztó bíborosok                      | Pápaválasztó bíborosok | Pápaválasztó bíborosok         |
| ---------------------- | ---------------------- | ------------------------------------------- | ---------------------- | ------------------------------ |
| 1                      | Olasz Királyság        | Ildefonso (Alfred Aloisius) Schuster O.S.B. | 49                     | a Milánói főegyházmegye érseke |